# Gospostvo Werth
Gospostvo Werth pri Anholtu je bilo do leta 1709 samostojno gospostvo v Svetem rimskem cesarstvu. Gospodstvo se je nahajalo v sedanji vasi Werth v občini Isselburg.

## Zgodovina

### Srednji vek
Okoli leta 1300 se grad Werth pojavi kot fevd knezoškofije Münster v lasti viteza Gerharda Werthskega. Kmalu zatem je bil v lasti gospodov Leških. Peter Leški je namesto neizplačanega plačila od škofa dobil kot fevd košček močvirja. Tako je nastalo majhno neodvisno gospostvo Werth. Gospostvo je bil sestavljeno iz gradu in ozkega pasu zemlje ob Oude IJssel.
Dvorec je že leta 1316 nadomestil grad. S poroko je leta 1344 gospostvo pripadlo Hubertu II. Culemborškemu. Z naseljevanjem kmetov in obrtnikov okrog gradu je nastalo naselje. Janez III. Culemborški je naselju podelil nekatere mestne pravice. Oblast je v imenu gospoda izvajal v gradu živeči drost.
Kljub temu, da so bili gospodje Culemborški fevdniki münsterskega škofa, so bili v kleveški vojni (1427-1437) in spopadu Soester (1441-1449) na strani vojvodine Kleve. Konec petnajstega stoletja je Jasper Culemborški zašel v finančne težave zaradi izbire stranke za Burgundijo. Zato je bil prisiljen zastaviti gospostvo.
Potem ko je Jasper leta 1504 umrl brez moških naslednikov, je gospostvo pripadlo možu njegove mlajše hčere: Janezu Palandtskemu. Janezov vnuk, slavni geus Floris I. Palandtski, je leta 1567 uvedel reformacijo .

### Novi čas
Leta 1639 je družina Palandtskih izumrla s Florisom II. Gospostvo je pripadlo grofom Waldeck-Eisenberškim.

Med vojno leta 1665 med Nizozemsko in Münstrom je škof Krištof Bernard Galenski zasedel mesto, ker je Jurij Waldeški služil kot nizozemski feldmaršal. Zaradi poroke Jurijeve hčere z vojvodo Ernestom Saxe-Hildburghausenskim je gospostvo pripadlo Saxe-Hildburghausenskim. Njun sin Ernest Friderik je leta 1709 gospostvo prodal knezoškofiji Münster, nakar je bila uvedena katoliška vera.
- Nekdanja portirnica gradu Werth, kasneje mestna hiša Werth
- Cerkev RK Petra in Pavla, Werth (1886) na nekdanjem grajskem griču

Od leta 1780 dalje so velike dele gradu porušili, da so zgradili cerkev. Prepoznaven je le še grajski hrib, tam je še portirnica, ki je bila nekoč del zunanjega grajskega dvorišča. Od 16. stoletja do leta 1975 je bila stavba uporabljena kot mestna hiša. Med drugo svetovno vojno je bila močno poškodovana, nato pa obnovljena. Kasneje je padla v propadajoče stanje. Od leta 2011 je v zasebni lasti in je bila obnovljen in se uporablja kot kulturni center.